# Sande (Vestfold)
 For alternative betydninger, se Sande. (Se også artikler, som begynder med Sande)
Sande er en tidligere kommune i Vestfold fylke i Norge. Den havde et areal på 178 km², og en befolkning på 7.740 indbyggere (2006). Den grænsede i nord til Drammen, i øst til Svelvik, i syd til Holmestrand, og i vest til Hof. Højeste punkt er Presteslettåsen, 563 m.o.h.
1. januar 2020 blev Sande   og Holmestrand kommuner  lagt sammen.